# Binarna operacija
U matematici, binarna operacija je račun koji uključuje dvije ulazne vrijednosti, odnosno operacija čija je arnost dva. Binarne se operacije ostvaruju korištenjem ili binarne funkcije ili binarnog operatora. Primjeri uključuju poznate aritmetičke operacije kao što su zbrajanje, oduzimanje, množenje i dijeljenje.